# Marie d’Anjou

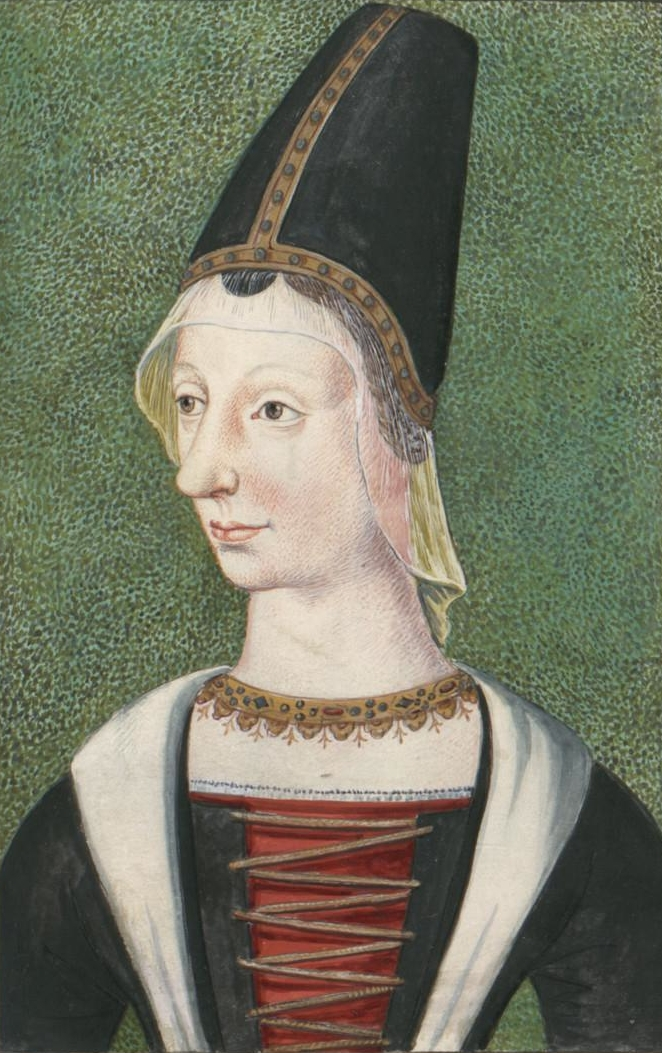
Marie d’Anjou, Königin von Frankreich

Marie d’Anjou (* 14. Oktober 1404 in Angers; † 29. November 1463 in der Abtei Les Châtelliers (heutiges Département Deux-Sèvres, Frankreich)) war als Ehefrau Karls VII. ab 1422 Königin von Frankreich.

## Herkunft
Marie d’Anjou war die älteste Tochter Ludwigs II., Herzog von Anjou und Titularkönig von Sizilien, und seiner Gemahlin Jolanthe von Aragón. Väterlicherseits war sie die Urenkelin des französischen Königs Johann II. des Guten. Sie hatte fünf Geschwister, darunter Ludwig III. von Anjou und René I. von Anjou.

## Jugend
Nach Vorgesprächen folgte um den 8. Dezember 1413 ein Besuch Jolanthes von Aragón bei der französischen Königin Isabeau im Hôtel Barbette in Paris. Dabei wurde die Verlobung des drittältesten Sohnes der Königin, des späteren Karl (VII.), mit Jolanthes neunjährigen Tochter Marie vereinbart. Die Verlobungszeremonie des jugendlichen Paares wurde am 18. Dezember 1413 gefeiert; daran nahmen u. a. die Eltern der Braut und die französische Königin teil. Deren Gatte Karl VI. war aufgrund seines geistigen Zustandes nicht in der Lage, dem Fest ebenfalls beizuwohnen. In der Folge nahm Jolanthe ihren künftigen Schwiegersohn für einige Zeit mit an ihren Hof in Angers und sollte künftig ständig großen Einfluss auf ihn ausüben. Dagegen war die Leidenschaft Karls (VII.) für Marie offenbar nie sonderlich groß und auch politisch spielte sie nie eine Rolle. Im Jahr 1417, nach dem Tod seiner beiden älteren Brüder, wurde Karl (VII.) Dauphin und Marie damit Thronfolgerin.

## Frühe Ehejahre im Schatten des Hundertjährigen Krieges
Die Lage in Frankreich war in dieser Zeit durch den Hundertjährigen Krieg und innerfranzösische Machtkämpfe äußerst unübersichtlich und gefährlich. Als die Truppen der Burgunder in der Nacht des 28. Mai 1418 in Paris eindrangen, versteckte sich Marie d’Anjou mehrere Monate lang im Hotel de Bourbon. 1420 wurde Karl (VII.) von seinen Eltern das Thronfolgerecht aberkannt, das nun auf den englischen König Heinrich V. überging. Dieser war damals mit dem Burgunderherzog Philipp dem Guten und dem französischen Königspaar verbündet und kontrollierte mit ihnen zusammen ganz Nordfrankreich. Karl VII. blieb auf seine Besitzungen, v. a. Berry, Touraine und Poitou, beschränkt. Im April 1422 heiratete er zu Bourges seine um ein Jahr jüngere Verlobte, die damals 18-jährige Marie.
Nach dem Tod Karls VI. und Heinrichs V. (1422) vertrat der Herzog Johann von Bedford energisch den Kampf um die französische Krone für den erst einjährigen englischen König Heinrich VI. Während dieser unsicheren Zeit brachte Marie im Juli 1423 als erstes ihrer zahlreichen Kinder den Thronfolger Ludwig (XI.) zur Welt. Erst das Auftreten der von Marie und ihrer Mutter Jolanthe unterstützten Jeanne d’Arc († 1431) brachte eine Wende zugunsten Karls VII., der sich am 17. Juli 1429 in Reims krönen lassen konnte. Wegen der gefährlichen Lage nahm seine Gemahlin an dieser Zeremonie nicht teil, doch war ihre Anwesenheit wegen der generell geringen politischen Bedeutung der französischen Königin nicht nötig. Sie wurde einige Zeit später in kleinerem Rahmen gekrönt. 1435 kündigte der Burgunderherzog sein Bündnis mit England auf, wodurch die Lage Karls VII. deutlich gestärkt wurde. In den Folgejahren konnte er nach und nach den Großteil seines Reichs zurückerobern.

## Königin ohne politischen Einfluss
An der Seite des Königs hielt Marie am 12. November 1437 ihren feierlichen Einzug in Paris. Politisch spielte sie weiterhin keine Rolle. Sie verbrachte ihre Zeit vor allem mit der Erziehung ihrer vielen Kinder. Daneben fand sie anfangs an der Lektüre von Ritterromanen Gefallen; später las sie auch erbauliche Literatur. In diesem Sinn widmete ihr der Hofgeistliche Robert Blondel seinen allegorischen Traktat Les douze Périls d’Enfer („Die zwölf Gefahren der Hölle“). Seit ihrer Jugend nahm die Königin, die wie ihr Gatte sehr fromm war, an vielen Wallfahrten teil, übte karitative Werke und unterstützte die Kirche. In Bourges gründete sie ein öffentliches Hospital.
Als seine Schwiegermutter Jolanthe 1442 starb, begann Karl VII. eine Affäre mit einer Hofdame der Königin, Agnès Sorel, die zur ersten offiziellen Mätresse (Maîtresse en titre) eines französischen Königs aufstieg. Durch ihre Stellung und ihren Einfluss stellte sie die Königin in den Schatten. Nach der mutmaßlichen Vergiftung der Dame de Beauté (1450) folgten weitere, weniger einflussreiche Favoritinnen. Die Königin ertrug die Mätressenwirtschaft ihres Gatten mit Resignation. Sie lebte oft von ihm getrennt und hielt ihre eigenen Höfe. Ihre Lieblingsresidenzen waren Chinon und Tours. Für die letzten Regierungsjahre Karls VII. lässt sich belegen, dass ihre – nach dem Vorbild des Königs gestaltete – Hofhaltung ziemlich aufwendig war.

## Witwenzeit und Tod
Beim Tod ihres Gatten (22. Juli 1461) war Marie nicht an seiner Seite. Nun wurde ihr ältester Sohn als Ludwig XI. neuer König und die Königinwitwe zog sich auf ihre Güter in Amboise zurück. Sie sollte ihren Gemahl nur um zwei Jahre überleben.
Im Jahr 1463 ersuchte Marie den Burgunderherzog Philipp den Guten brieflich, an dessen geplantem Kreuzzug in den Orient teilnehmen zu dürfen. Ein sehr frommer Mann habe vor einigen Jahren den Hof ihres Gatten aufgesucht und dem König empfohlen, sich an einem Kreuzzug zu beteiligen. Doch sei Karl VII. der Aufforderung nicht gefolgt und nun wolle sie selbst diese Aufgabe übernehmen. Philipp der Gute entsprach höflich ihrer Bitte. Bevor aber die Königswitwe ihren Schwur verwirklichen konnte, erkrankte sie. Auf dem Rückweg von einer Pilgerreise nach Santiago de Compostela in Galicien kam sie als Schwerkranke in der Abtei Les Châtelliers im Poitou an, wo sie am 29. November 1463 im Alter von 59 Jahren starb. Sie wurde an der Seite ihres Gatten in der Kathedrale von Saint-Denis bestattet.
Bei der Plünderung der Königsgräber von Saint-Denis während der Französischen Revolution wurde ihr Grab am 17. Oktober 1793 geöffnet und geplündert, ihre sterblichen Überreste wurden in einem Massengrab außerhalb der Kirche beerdigt.

## Nachkommen
Aus der Ehe von Marie mit Karl VII. gingen folgende Kinder hervor:
- Ludwig XI. (* 3. Juli 1423; † 30. August 1483), König von Frankreich
- Johann (* 1425, † 1425)
- Radegunde (* 1425 ?, † 19. März 1445), Verlobte des Erzherzogs Siegmund des Münzreichen von Österreich
- Katharina (* 1428; † 13. Juli 1446), Gattin des Herzogs Karl dem Kühnen
- Jakob (* 1432, † 1437)
- Yolande (* 23. September 1434, † 28. August 1478), Gattin des Herzogs Amadeus IX. von Savoyen
- Johanna (* 1435, † 1482), Gattin des Herzogs Johann II. von Bourbon
- Philipp (* 1436, † 1436)
- Marguerite (* 1437, † 1438)
- Johanna (* 7. September 1438, † 26. Dezember 1446)
- Marie (* 7. September 1438, † 14. Februar 1439)
- Magdalena (* 1. Dezember 1443, † 21. Januar 1495), Gattin von Gaston de Foix, Prinz von Viana
- Karl (* 28. Dezember 1446, † 24. Mai 1472), u. a. Herzog der Normandie